# Schembartlauf

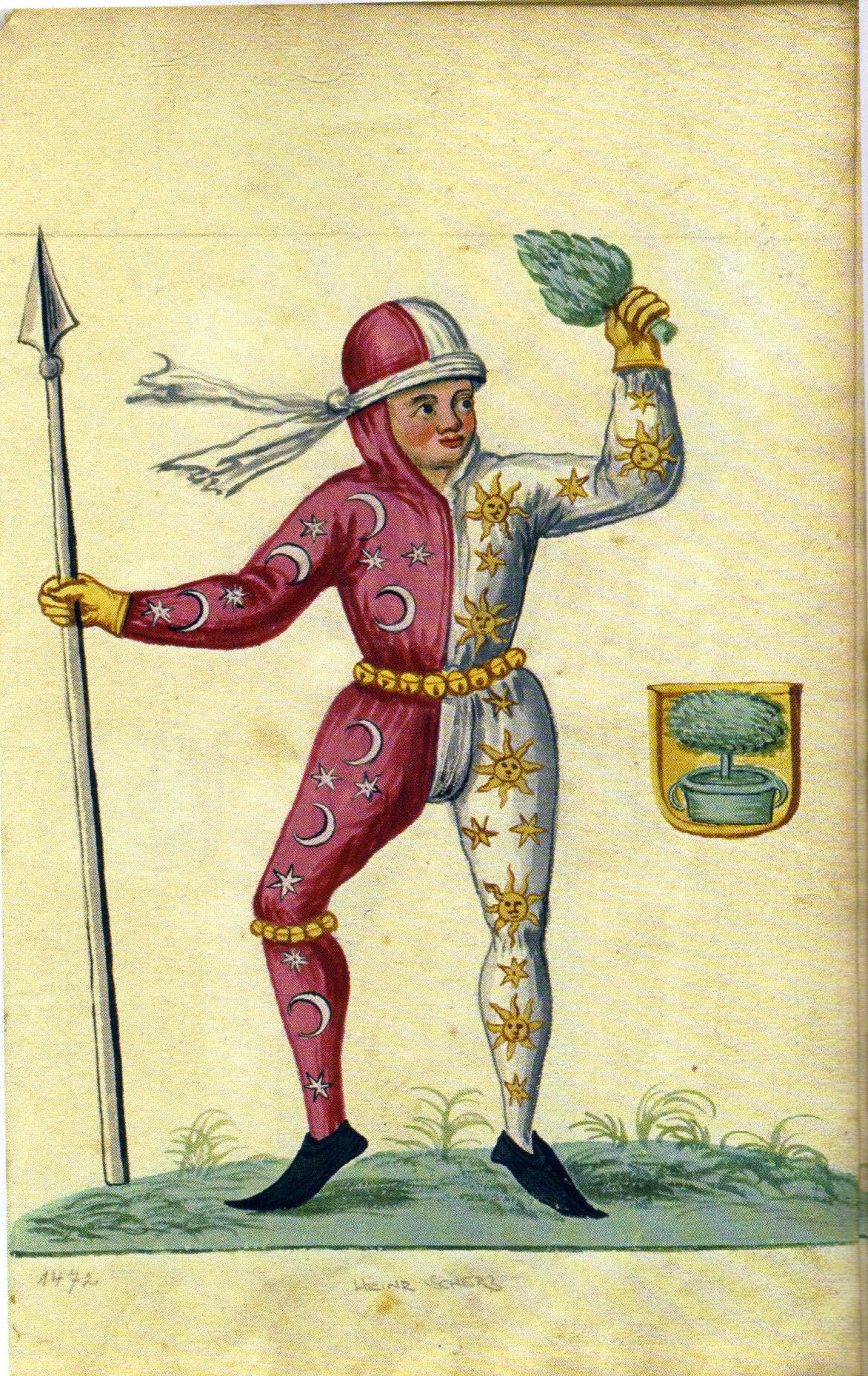
Kostüm des Jahres 1472

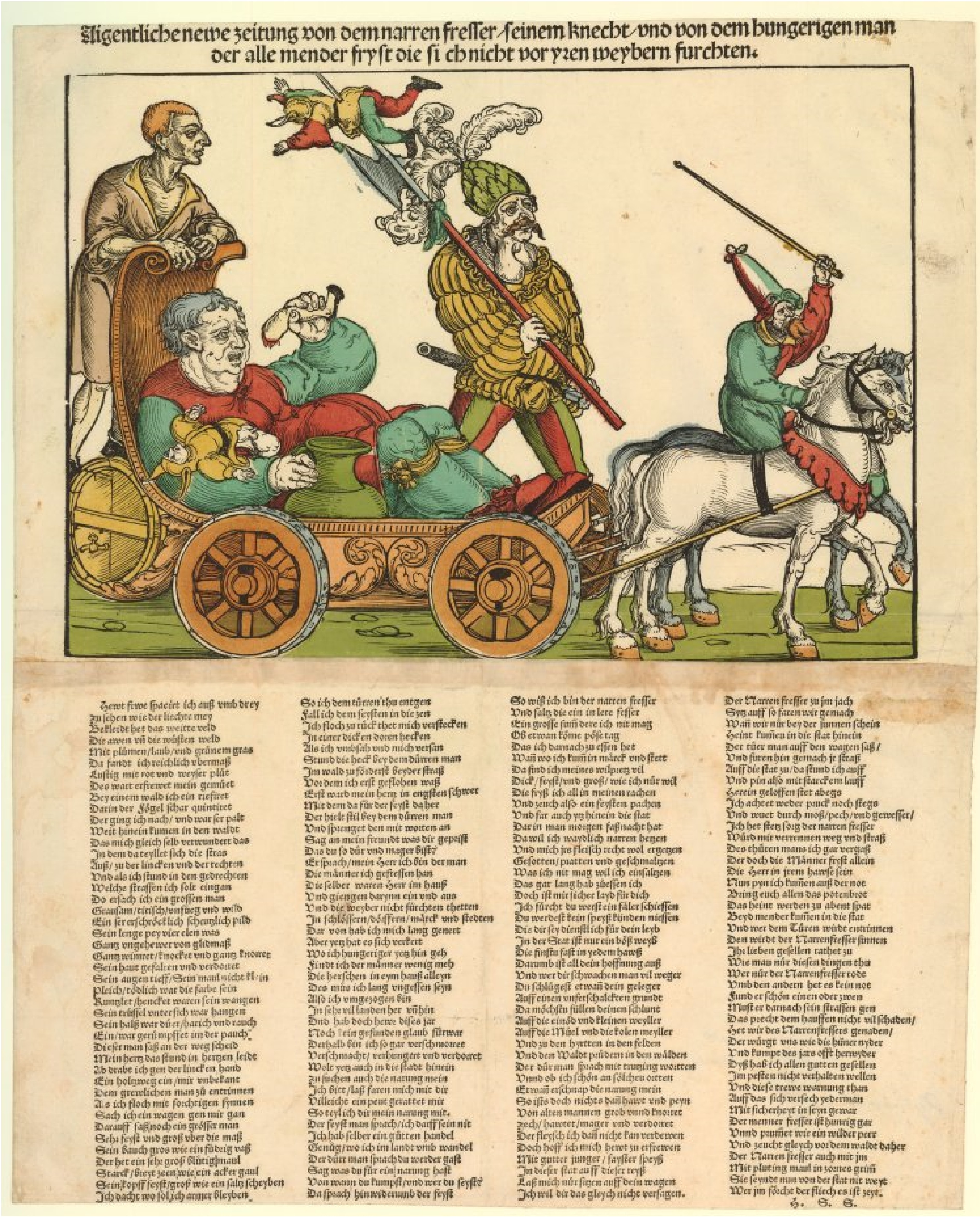
„Aigentliche newe zeitung von dem narrenfresser / seinem knecht / und von dem hungerigen man der alle mender fryst die sich nicht vor yren wybern furchten“ (1530–1532)

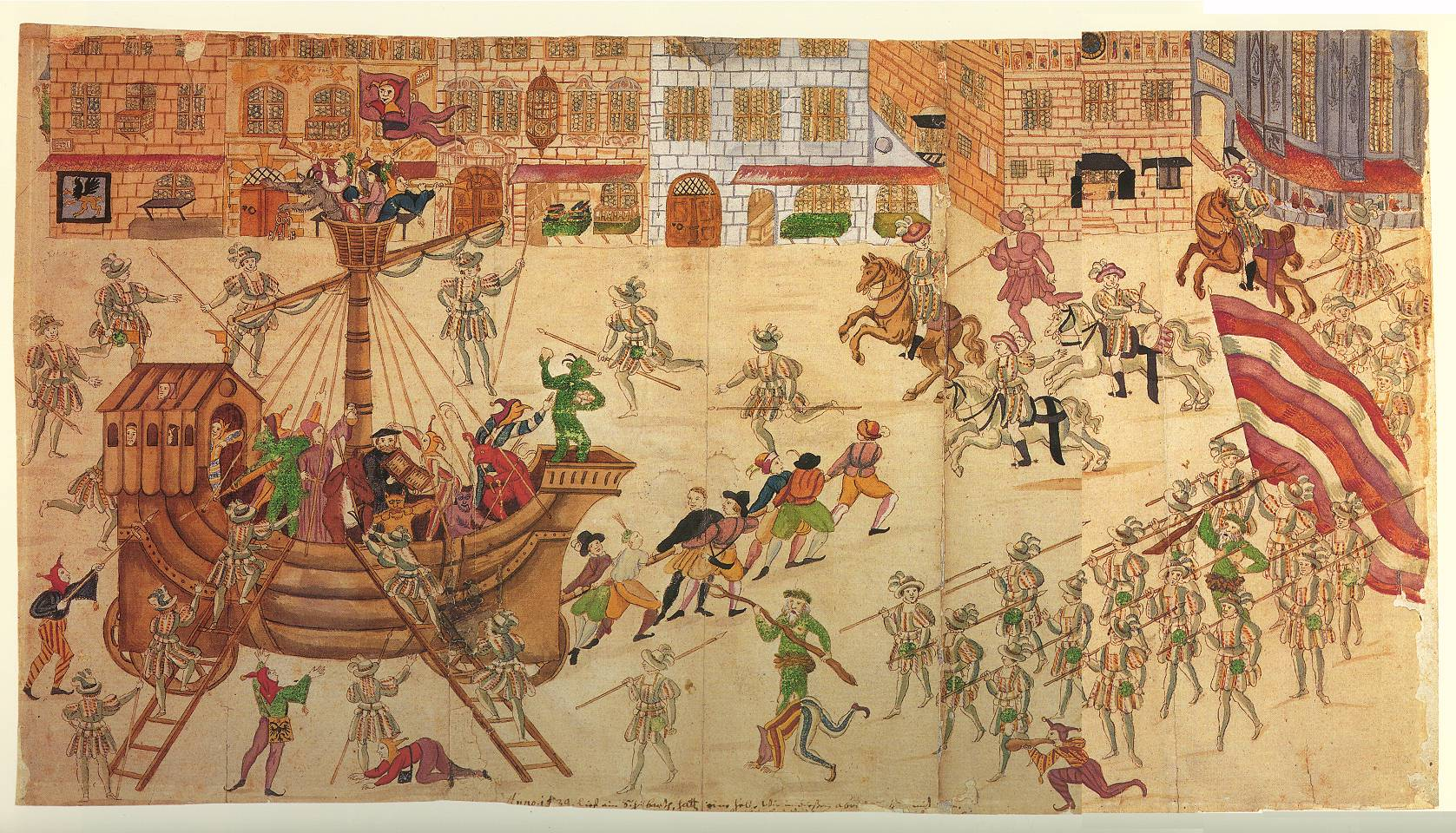
Schembartlauf in Nürnberg (undatiert)

Der Schembartlauf (zu mhd. [der] schëm(e) „Schatten, Maske“, schëmbart „bärtige Maske“ volksetymologisch Schönbart, daher auch Schönbartlauf), bis 1539 Teil des Nürnberger Brauchtums an Fastnacht, ist 1449 erstmals belegt. 
Der Sage nach wurden die Nürnberger Metzger nach einem Handwerkeraufstand für ihre Treue zum Nürnberger Rat mit dem Privileg belohnt, an Fastnacht einen Zämertanz abzuhalten und unter anderem auch Gesichtsmasken tragen zu dürfen. Der ursprüngliche Zämertanz war eine Aufführung der Metzger in der Tradition der vielen Handwerkertänze, bei der die tanzenden Männer eine lange verschlungene Kette bildeten. Hier wurden als Bindeglied von Mann zu Mann manchmal Wurstringe, vermutlich aus Leder, bei anderen Zünften auch Schwerter, Reifen oder blumenbekränzte Holzbögen benutzt. 
Vermutlich ist der Schembartlauf ursprünglich aus der begleitenden Schutztruppe  des Metzgertanzes hervorgegangen und verselbständigte sich dann. Die Schembartläufer zogen, maskiert und zotige Lieder singend, zur Faschingszeit durch Nürnberg. Ihr Tanz war mehr ein Lauf, bei dem hüpfend einfache Figuren wie Achter und Mühlen formiert wurden. Begleitet wurden die Läufer von Männern, die Pferdeattrappen ritten.
Die patrizische Jugend Nürnbergs erkaufte sich das Recht teilzunehmen (wahrscheinlich ging es im Kern um das Recht, sich zu maskieren) bei den Metzgern und nutzte so die Möglichkeit, sich selbst phantasievoll darzustellen. Die Gewänder wurden immer kostbarer, der Schembartlauf über die Jahre ein großes Spektakel. Neben der Tanzgruppe traten Einzelläufer in wilden Kostümen auf, und ab 1475 zogen die Schembartläufer eine so genannte „Hölle“ durch die Nürnberger Gassen, ein Gefährt auf Schlittenkufen, mit dessen Symbolik sie mehr und mehr die gesellschaftlichen Zustände und – in der Schlussphase – das strenge protestantische Regiment verspotteten. 
1539 hatte das Treiben nach der Verspottung des Nürnberger Predigers Osiander ein Ende. 150 Läufer hatten teilgenommen. Als Hölle diente ein großes Schiff.
Mehr als 80  noch erhaltene Schembartbücher beschreiben handschriftlich, chronologisch und reich illustriert die Nürnberger Schembartläufe der Jahre 1449–1539. 35 Originale liegen in Nürnberger Bibliotheken, weitere etwa 30 in anderen deutschen Städten. Einzelne Bücher sind auch im Ausland erhalten.
Ab dem 17. Jahrhundert kamen vermutlich wieder vereinzelte Aufführungen zustande, aber erst seit 1974 wird der Schembartlauf von der Schembart-Gesellschaft Nürnberg wieder regelmäßig, wenn auch nicht jedes Jahr, aufgeführt. Die Schembartläufer führen dann den Nürnberger Faschingszug an oder ziehen ihm voraus.

## Abgrenzung
Parallelen zu anderen Karnevalsumzügen in ganz Europa bestehen in den hier wie dort angewendeten Darstellungselementen, den weit verbreiteten „karnevalesken Elementen“. In Bezug auf Entstehung und Organisationsform ist der Schembartlauf jedoch ein sehr spezieller Brauch im Kontext des patrizisch bestimmten Nürnberg.